# キトラ古墳
キトラ古墳（キトラこふん）は、奈良県高市郡明日香村の南西部、阿部山に築かれた古墳。国の特別史跡。亀虎古墳の表記もある。
墳丘にある石室内に壁画が発見され高松塚古墳と共に保存事業が進められている。

## 概要
二段築成作りの円墳である。墳丘は小高い阿部山の南斜面に位置している。
円墳であり、四神を描いた壁画があるなど高松塚古墳との類似点がある。
名称の「キトラ（亀虎）」の由来は
- 入り口から内部を観察すると亀と虎の壁が見えることから。
- 古墳の南側の小字「北浦（きたうら）」が訛った。
- 古墳が明日香村阿部山集落の北西方向にあることから、四神で北を司る玄武（亀）と西を司る白虎（虎） から命名された。

などの説がある。
現在ではカタカナ表記の「キトラ古墳」が多く使われている。

## 年代
壁画などにみられる唐の文化的影響が高松塚古墳ほどには色濃くないことから、遣唐使が日本に帰国（704年）する以前の7世紀末から8世紀初め頃に作られた古墳であると見られている。
1983年11月7日、石室内の彩色壁画に玄武が発見され、高松塚古墳に次いで2例目となる大陸風壁画古墳として注目を集める。
1998年の探査で青龍、白虎、天文図が確認され、2001年には朱雀と十二支像が確認された。カビなどの被害が発生していたため壁画ははぎとられて保存されている。
2000年7月31日、国の史跡に指定され、同年11月24日には特別史跡に指定された。
2013年に石室の考古学的調査は終了したため石室は埋め戻されて墳丘の復元整備が行われている。
2018年10月31日付けで壁画と出土品が国の重要文化財に指定され、、2019年には壁画が国宝に指定された。

## 被葬者
誰が埋葬されているかは未だ判然としていない。
年代などから、天武天皇の皇子、もしくは側近の高官の可能性が高いと見られている。金象眼が出土したことから身分や地位の高い人物であるが、銀装の金具が出土した高松塚古墳の埋葬者よりも身分や地位の低い人物が埋葬されていると推測される。
白石太一郎は、被葬者は右大臣の阿倍御主人であったと推定し、その根拠として、古墳周辺の一帯が「阿部山」という名前の地名であることを挙げている。岸俊男などもその蓋然性が極めて高いと考え支持している。直木孝次郎も阿部御主人を第一に挙げ、皇族では弓削皇子も考えられるとした。阿倍御主人は大宝3年（703年）4月右大臣従二位、69歳で没した（『続日本紀』『公卿補任』）。
京都橘大学の猪熊兼勝は、天武天皇の皇子の高市皇子という説を主張している。
千田稔は、百済から渡来した百済王昌成（しょうじょう）を被葬者に挙げる。

## 構造

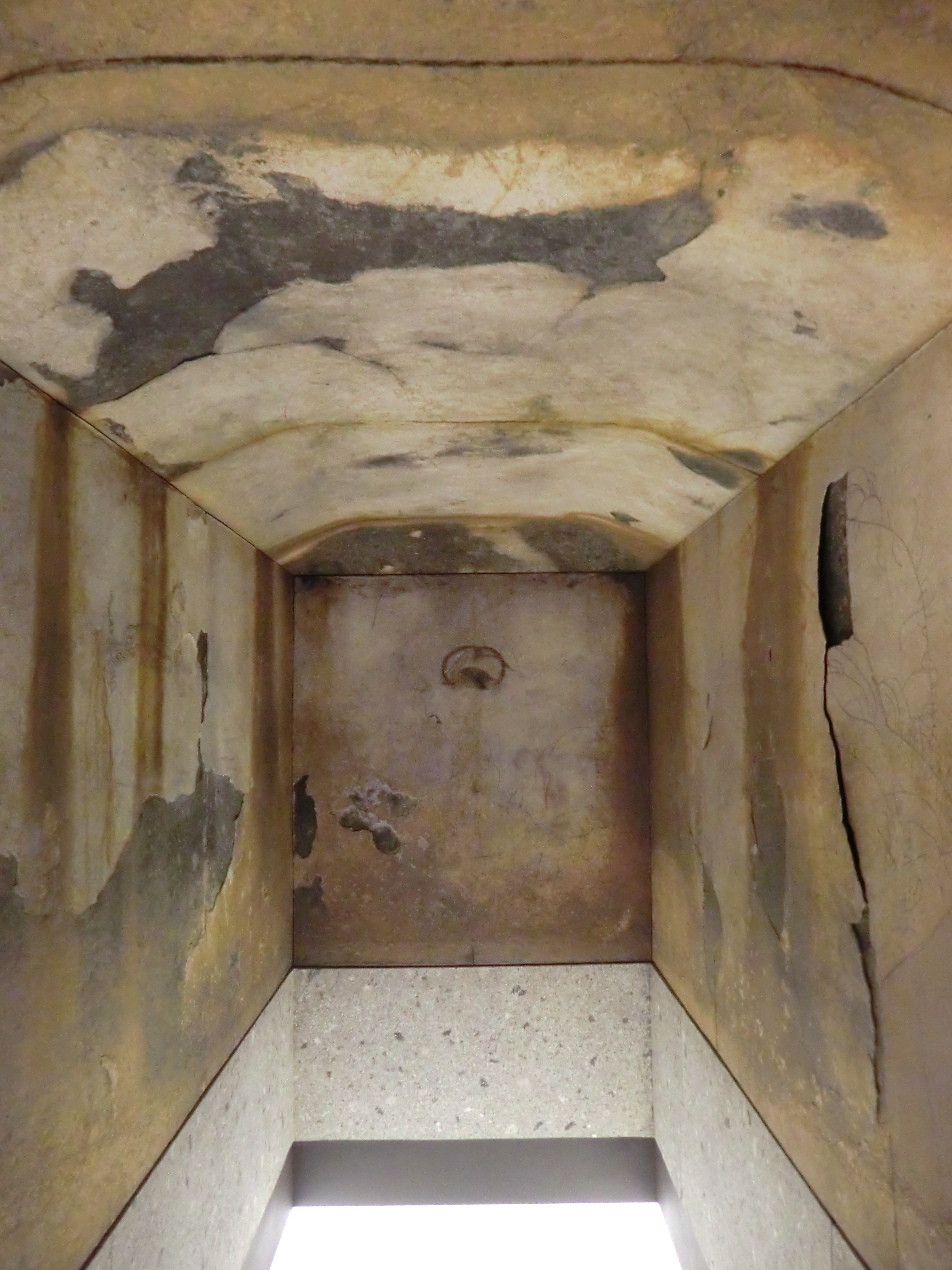
石室レプリカ（キトラ古墳壁画体験館 四神の館）

二段築成の円墳である。上段が直径9.4m、高さ2.4m、テラス状の下段が直径13.8m、高さ90cm。
内部構造は横口式石槨で天井は家形になっている。石槨は凝灰岩の切石を組み合わせて作られており、内部は幅約1m、長約2.6m、高さ約1.3m。
奥壁・側壁・天井の全面には漆喰が塗られ、壁画がほどこされている。  

### 壁画
東西南北の四壁の中央に四神の青龍、白虎、朱雀、玄武が描かれている。
東壁の青龍と西壁の白虎は右向きであり、すなわち青龍は南壁の朱雀のほうを向いており、白虎は北壁の玄武のほうを向いている。しかし中国においては、これとはことなり青龍も白虎もいずれも南壁の朱雀のほうを向いている。
四神の下に、それぞれ3体ずつ十二支の獣面（獣頭）人身像が描かれていると想定されているが、北壁・玄武の「子（ね）」、東壁・青龍の「寅（とら）」、西壁・白虎の「戌（いぬ）」、南壁・朱雀の「午（うま）」「巳（み）」など6体の発見に留まっている。
同時代の中国や朝鮮半島では獣頭人身を象った浮き彫りや土人形が埋葬された墓が発見されているため、キトラ古墳は中国や朝鮮半島などの文化的影響を受けていたと考えられている。しかし、2005年になって発見された「午」の衣装は、同じ南壁に描かれている朱雀と同じ朱色であった。このことは、十二支像がそれぞれの属する方角によって四神と同様に塗り分けられていることを推測させる。これは中国・朝鮮の例には見られない特色である。2021年には蛍光X線分析により「巳」の衣装の塗料に水銀が使われていることが確認され、朱色だったと推測されている。
なお、このような十二支を獣頭人身で表す事例は、他に奈良市法蓮佐保山にある「隼人石」が知られている。
天井には三重の円同心（内規・赤道・外規）と黄道、その内側には北斗七星などの星座が描かれ、傾斜部には西に月像、東に日像を配した本格的な天文図がある。この天文図は、中国蘇州にある南宋時代（13世紀）の淳祐天文図より約500年古く、現存するものでは東アジア最古の天文図になる。描かれている星の総数は、277個である。

## 保存事業

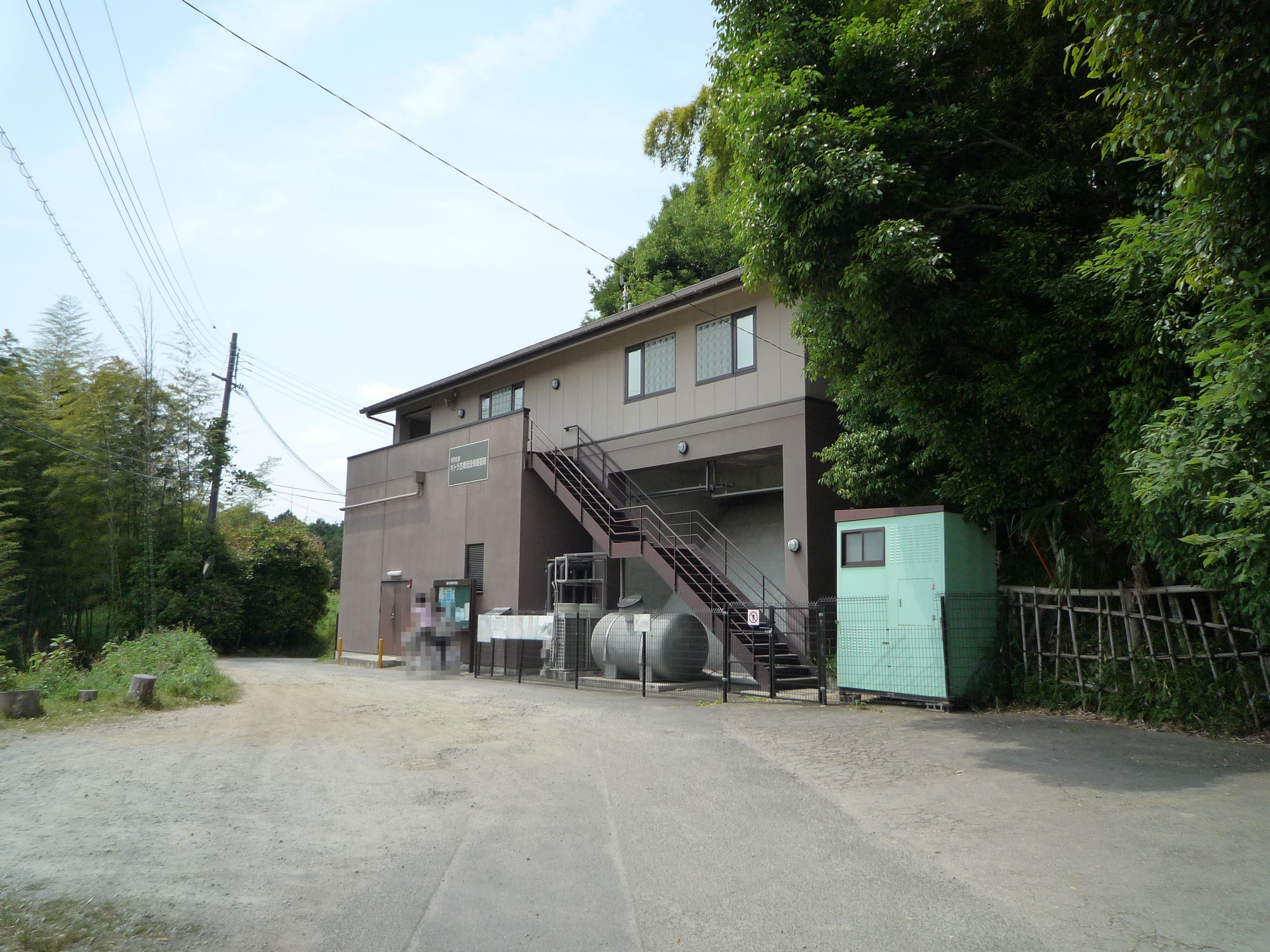
キトラ古墳仮設保護覆屋

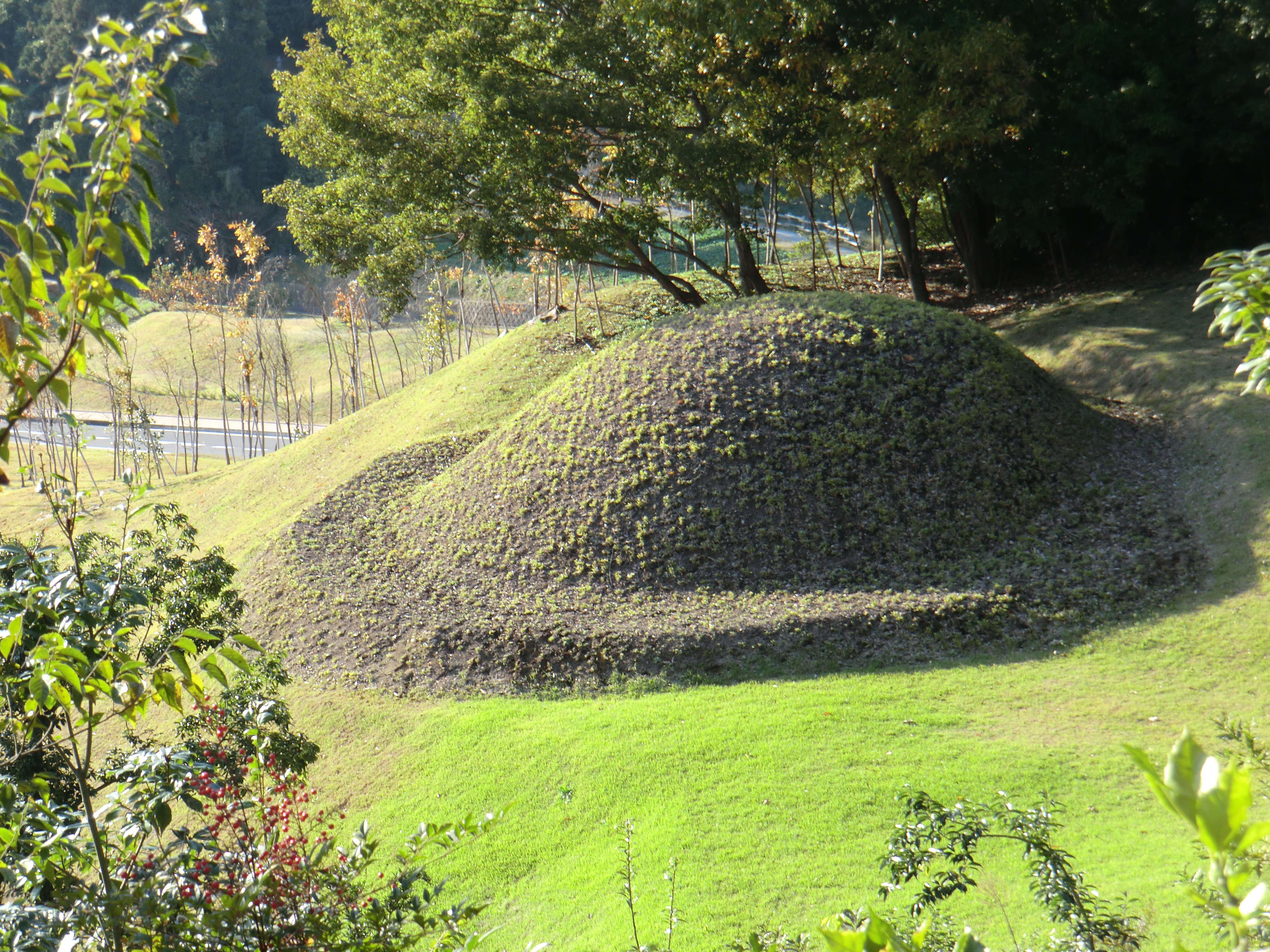
整備された墳丘／2016年撮影。

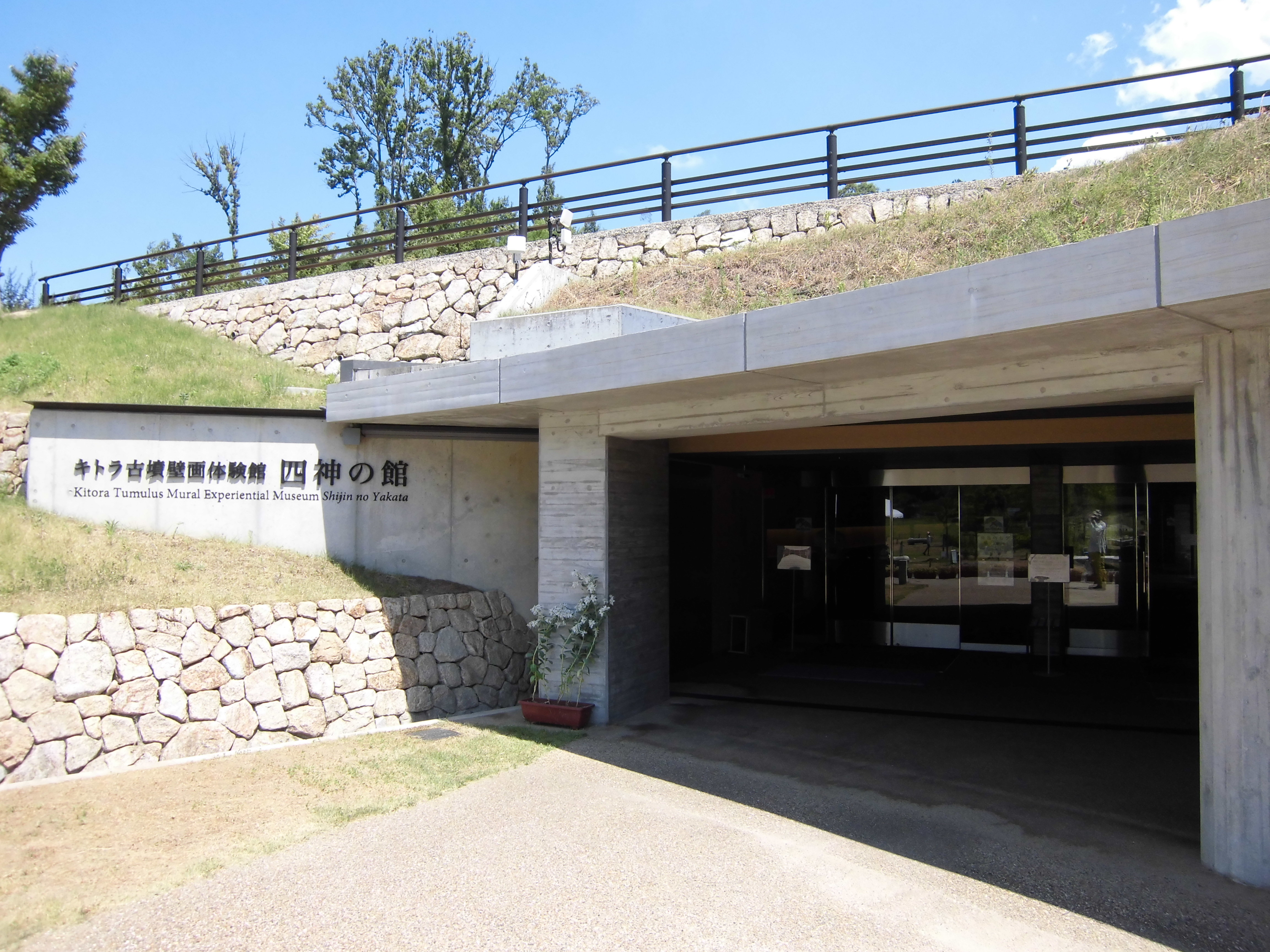
キトラ古墳壁画体験館　四神の館

研究・保存・公開などは奈良市にある奈良文化財研究所が主となっている。
発掘後、湿気のため石室内にカビが発生し、壁画の変質が進行していることが判明した。このため壁画をはぎ取り保存する作業が行われることとなった。文化庁は2004年8月より、損傷の激しいものから順次はぎ取り作業を開始。同庁によれば、2007年2月15日までに南壁の朱雀がはぎ取られ、確認されている壁画のはぎ取り作業は（天井の天文図を除き）完了した。壁画の一部は2009年5月8日から同24日まで奈良文化財研究所飛鳥資料館にて一般公開された。2010年11月までにはぎ取り作業を完了。
2013年3月までに石室の考古学的調査は終了。同年8月には石室の一般公開が実施された。1983年に石室南壁にあった盗掘穴（高さ65cm、幅25〜40cm、奥行49cm）からのファイバースコープ撮影で壁画が発見され石室調査がスタートしたが、2013年の石室調査終了によって穴は二上山産の凝灰岩2個で封印された。穴を封印している石材には「キトラ古墳石室の盗掘口を閉塞する」の文字を刻んだ銅板が取り付けられている。古墳一帯は国営飛鳥歴史公園キトラ古墳周辺地区として整備が進められ、2016年度までに「体験学習館（仮称）」が建設され墳丘遺構が整備されることとされた。「体験学習館（仮称）」は2016年9月、「キトラ古墳壁画体験館 四神の館」として開館した。同館の1階は文化庁キトラ古墳壁画保存管理施設となっており、地階には石室のレプリカ等の展示がある。

## 文化財

### 特別史跡
- キトラ古墳 - 2000年11月24日指定

### 国宝
- キトラ古墳壁画 5面（東西南北壁及び天井） - 2018年10月31日重要文化財指定、2019年7月23日国宝指定[8][17]

### 重要文化財
- 奈良県キトラ古墳出土品 - 2018年10月31日指定
  - 金銀装帯執金具残欠 1点
  - 金属製品 16点
  - 琥珀玉 6点
  - ガラス製品 一括
- （以下、附指定）
  - 金属製品残欠 6点
  - 漆塗製品残欠 27点
  - 金箔片 一括
  - 石室石材残欠 1点
  - 土師器 3点

## 記念発行物
80+10円付加金付き特殊切手が2種類、2003年10月15日に発行された。

## 脚註
1. 1 2 3 4 5 6  「キトラ古墳「白虎」を特別公開、極彩色壁画では国内初」『朝日新聞』朝日新聞社、2006年3月17日。オリジナルの2006年3月19日時点におけるアーカイブ。2025年7月21日閲覧。
2. 1 2 3 4 5 6 7 8 9 10  「キトラ古墳「白虎」、公開までの歩み」『朝日新聞』朝日新聞社、2006年3月17日。オリジナルの2006年5月29日時点におけるアーカイブ。2025年7月21日閲覧。
3. 1 2 3  「キトラ古墳から銀製刀装具の一部など出土」『朝日新聞』朝日新聞社、2006年3月18日。オリジナルの2006年3月22日時点におけるアーカイブ。2025年7月21日閲覧。
4. 1 2 3 4 5 6 7  “キトラ古墳”. 国営飛鳥歴史公園 (2018年3月6日). 2021年8月6日閲覧。
5. ↑  “キトラ古墳壁画体験館　四神の館　キトラ古墳壁画保存管理施設”. www.nabunken.go.jp. 2021年8月6日閲覧。
6. 1 2 3 4 5 6 7 8 9 10 11 12  “はぎ取り修理、石室埋め戻し - 発見から30年／キトラ古墳 極彩色壁画”. 奈良新聞. (2013年11月7日) 2013年11月8日閲覧。
7. ↑  平成30年10月31日文部科学省告示第208号
8. 1 2  令和元年7月23日文部科学省告示第22号
9. ↑  文化審議会答申 ～国宝・重要文化財（美術工芸品）の指定及び登録有形文化財（美術工芸品）の登録について～
10. ↑  直木孝次郎「亀虎古墳の被葬者」。
11. 1 2 3  “キトラ古墳石室の南壁で水銀確認 十二支の巳の痕跡か：朝日新聞デジタル”. 朝日新聞デジタル. 2021年8月31日閲覧。
12. ↑  橿原考古学研究所 2001, p. 109.
13. ↑  明日香村教育委員会発行 「キトラ古墳」 1998年 10月
14. ↑  「壁画はぎ取り「やむを得ず」多数　「白虎」見学者に聞く」『朝日新聞』朝日新聞社、2006年5月15日。オリジナルの2006年6月14日時点におけるアーカイブ。2025年7月21日閲覧。
15. ↑  「キトラ古墳の朱雀に白いカビ」『朝日新聞』朝日新聞社、2006年6月2日。オリジナルの2006年6月14日時点におけるアーカイブ。2025年7月21日閲覧。
16. ↑  “キトラ古墳周辺地区の主な見どころ”. 国営飛鳥歴史公園 (2018年3月6日). 2021年8月6日閲覧。
17. ↑  「文化審議会答申〜国宝・重要文化財（美術工芸品）の指定及び登録有形文化財（美術工芸品）の登録について〜」（文化庁サイト、2019年3月18日発表）

## 関連文献
- 山本忠尚『高松塚・キトラ古墳の謎』歴史文化ライブラリー 吉川弘文館 2010年 ISBN 9784642057066、オンデマンド版 2021年 ISBN 9784642757065